# Nymphaea thermarum
Nymphaea thermarum is een kleine waterplant uit de waterleliefamilie. 
Eberhard Fischer ontdekte de plant in 1987 bij een warme bron nabij Nyakabuye in Rwanda, op een hoogte van 1100 m. Ze groeide aan de basis van een kleine waterval. Het kalkrijk water had een temperatuur van gemiddeld 36 °C. Het bleek een nieuwe soort te zijn die hij het volgende jaar beschreef als Nymphaea thermarum. De soort is later succesvol gecultiveerd in de serres van de botanische tuin van de universiteit van Mainz en in Kew Gardens. Naast haar geringe grootte – ze is de kleinste van alle gekende waterlelies - wordt de soort gekenmerkt door haar witte kroonbladeren, in tegenstelling tot alle andere gekende Afrikaanse waterlelies. De zes tot acht kroonbladeren zijn ongeveer 1,5 cm lang en 0,4 cm breed. De bloemen zijn tot 2 cm in diameter; de vrucht tot 1,2 à 1,5 cm. De plant bloeit gedurende het hele jaar. 
Er is buiten de typelocatie geen andere plaats gevonden waar de soort voortkomt; ze wordt daarom beschouwd als een plaatselijke, endemische soort voor Rwanda. De populatie op de typelocatie is echter vernietigd nadat het stroompje uit de bron in 2000 werd gekanaliseerd en in 2009 omgelegd naar een nieuwe bedding. Daarom wordt N. thermarum sindsdien beschouwd als uitgestorven in het wild. Het is echter mogelijk dat de plant opnieuw geïntroduceerd kan worden in gunstige omstandigheden.

## Trivia
In januari 2014 werd de plant gestolen uit de Kew Gardens .